# Aire urbaine de Brignoles
L'aire urbaine de Brignoles est une aire urbaine française centrée sur la ville de Brignoles.

## Caractéristiques
D'après la définition qu'en donne l'INSEE, l'aire urbaine de Brignoles est composée de 4 communes, dont trois forment l'unité urbaine de Brignoles, toutes situées dans le Var. Elle était peuplée en 2012 de 22 971 habitants.
Le tableau suivant détaille la répartition de l'aire urbaine sur le département (les pourcentages s'entendent en proportion du département) :
| Département | Communes | Communes (%) | Superficie (km²) | Superficie (%) | Population (1999) | Population (%) |
| ----------- | -------- | ------------ | ---------------- | -------------- | ----------------- | -------------- |
| Var         | 4        | 2,6          | 147,2            | 2,5            | 22 971            | 1,9            |

## Composition selon la délimitation de 2010
Lors du redécoupage de 2010, la commune Camps-la-Source est devenue une commune multipolarisée, et a été retirée de l'aire urbaine de Brignoles.

| Nom               | Code Insee | Statut | Superficie (km2) | Population (dernière pop. légale) | Densité (hab./km2) |
| ----------------- | ---------- | ------ | ---------------- | --------------------------------- | ------------------ |
| Brignoles (siège) | 83023      |        | 70,53            | 17 846 (2022)                     | 253                |
| La Celle          | 83037      |        | 21               | 1 647 (2022)                      | 78                 |
| Le Val            | 83143      |        | 39,34            | 4 257 (2022)                      | 108                |
| Vins-sur-Caramy   | 83151      |        | 16,3             | 936 (2022)                        | 57                 |